# Gare de Niigata
La gare de Niigata (新潟駅, Niigata-eki) est une gare ferroviaire de la ville de Niigata, dans la préfecture éponyme au Japon. Elle est exploitée par la East Japan Railway Company (JR East).

## Situation ferroviaire
La gare de Niigata est située au point kilométrique (PK) 303,6 de la ligne Shinkansen Jōetsu dont elle marque le terminus. Elle est également le terminus de la ligne Echigo et de la ligne principale Shin'etsu et l'origine de la ligne Hakushin.

## Histoire
Inaugurée le 3 mai 1904, la gare de Niigata est depuis le 15 novembre 1982 le terminus nord de la ligne Shinkansen Jōetsu.

## Service des voyageurs

### Accueil
La gare dispose d'un bâtiment voyageurs, avec guichets, ouvert tous les jours.

### Desserte
- Voies 2 à 5, 8 et 9 : 
  - Ligne principale Shin'etsu pour Niitsu et Nagaoka
  - Ligne Hakushin / Ligne principale Uetsu pour Toyosaka, Shibata et Akita
  - Ligne Echigo pour Uchino et Yoshida
- Voies 11 à 14 : 
  - Ligne Shinkansen Jōetsu pour Takasaki, Ōmiya et Tokyo